# Medea (pel·lícula de 1969)
Medea és una pel·lícula italiana del 1969 dirigida per Pier Paolo Pasolini, basada en l'antic mite de Medea. Filmada a les esglésies paleocristianes del Museu a l'Aire Libre de Göreme, a Pisa, i a la Ciutadella d'Alep, és protagonitzada per la cantant d'òpera Maria Callas en la seva única pel·lícula, on no hi canta.
La pel·lícula és en gran part una representació fidel del mite dels Jàson i els Argonautes i dels esdeveniments de l'obra d'Eurípides Medea sobre la traïció a Medea per Jàson i la seva eventual desaparició a les seves mans.
La pel·lícula va ser rebuda positivament per la crítica però no va tenir èxit comercial. Segons el comentarista de pel·lícules Tony Rayns, la pel·lícula representa una obra d'art compromesa del director a qui li agradava desafiar la societat. Rayns anomena la pel·lícula "una cançó d'amor a Maria Callas" i descriu el final com "el suport (Pasolini) a un carreró sense sortida" per al final fosc de la pel·lícula que gairebé sembla una renúncia a la producció cultural. De fet, la personalitat dramàtica i adversa de Pasolini és molt viva en aquesta pel·lícula que representa l'assassinat de Medea del seu marit, els seus fills i l'amant del seu marit.

## Argument
A la ciutat grega de Iolcos, el rei Aeson és destituït del poder pel seu germanastre Pèlias que es converteix en un cruel tirà. Jàson, fill d'Aeson, és enviat al centaure Quiró perquè l'amagui on Pelias no el pugui trobar. Una poderosa relíquia és recollida a Còlquis, que abans pertanyia a Frixos. La pell daurada havia pertangut a una cabra sagrada enviada pels déus per salvar el nen i la seva germana Helle de la mort segura. La cabra ha portat el nen a través dels Dardanels fins a Còlquida tot i que ha perdut la nena pel camí. Frixos i la cabra han arribat a la Còlquida, on Frixos és sacrificat i la cabra se li treu la pell com a regal a Ares.
El centaure Quiró explica al jove Jàson el viatge que un dia l'embarcarà a la Còlquida, que acull el Toisó d'Or i és la llar de molts rituals estranys, com ara sacrificis humans presidits per la reina Medea. Jàson creix, viatja a Iolcus i desafia Pèlias al tron. Pèlias diu que pot tenir el regne si recupera el Toisó d'Or de la Còlquida. Jason assenteix. Mentrestant, Medea té una visió de Jàson i està tan embadalada amb ell que demana al seu germà Apsirt que l'ajudi a robar el velló en preparació per a la seva arribada.
Els argonautes s'uneixen a Jàson i arriben a la Còlquida. Quan el rei s'adona que el velló ha estat robat persegueix Medea. Aquesta mata el seu germà i li desmembra el cos perquè es vegin obligats a aturar-se i recollir les seves restes. Aleshores, els homes del seu pare s'aturen i recuperen les peces disperses del cos del seu fill, permetent a Jàson i Medea escapar. Després de recollir les parts del seu fill mort, el rei torna a la Còlquida, on fa una cerimònia d'enterrament del seu fill per calmar la seva dona que plora. Mentrestant, Medea torna amb els argonautes a Grècia, on té una crisi espiritual després d'adonar-se de com són completament alienes les pràctiques gregues als rituals de la seva pàtria oriental.
Un cop ornats a Iolcos, Pèlias incompleix la seva promesa. Medea es despulla del seu vestit ètnic ornamentat i es vesteix amb les peces d'una mestressa de casa tradicional grega. Jàson acomiada els argonautes, i després de passar la nit fent l'amor amb Medea, decideix dirigir-se a la ciutat de Corint. A Corint, Quiró manté un diàleg filosòfic amb Jàson i li diu que Medea està dividida entre el seu jo ritualista passat, el jo que realitzava els rituals humans a la Còlquida i el nou jo grec menys espiritual. Medea té els dos fills de Jàson, tot i que Jàson s'allunya cada cop més d'ella. Es cansa de Medea i decideix perseguir un matrimoni polític amb una princesa corintia, Glauce. El pare de Creusa, Creont, té por de la ira de Medea, especialment de la seva màgia fosca. La fa exiliar de la seva terra perquè té por per la seva filla, que no té la culpa del cor voluble de Jàson.
L'enfurismada Medea planeja venjar-se de Jàson i la seva nova núvia. Ella crida a Jason i fingeix ser feliç i acceptar el seu nou matrimoni. Li diu a Jàson que el seu únic desig és que el rei no desterre els seus dos fills que ha donat a Jàson. Jàson accepta i va a Creont per demanar-li això.
Mentrestant, Medea demana als seus fills que enviïn a Glauce una túnica embruixada amb herbes màgiques. Encara que Medea pretén que el verí provoqui que la princesa i el seu pare, Creont, esclatin en flames, Glauce veu un reflex de Medea al seu mirall i sent tota la seva agonia. Es precipita cap a les muralles de la ciutat, on se suïcida llançant-se pel costat fins a la seva mort. El rei corre darrere d'ella i està tan emocionat de pena que ell també se suïcida.
Medea se suïcida, mata i als fills de Jàson i incendia la seva casa. Retingut pel foc, Jason suplica a Medea que doni als nens un enterrament adequat. Ella es nega des del mig de les flames: "És inútil! Ja no és possible!"

## Repartiment
- Maria Callas com a Medea
- Massimo Girotti com a Creont
- Laurent Terzieff com a Quiró el centaure
- Giuseppe Gentile com a Jàson
- Margareth Clémenti com a Glauce
- Paul Jabara com a Pèlias
- Gerard Weiss com el segon centaure
- Sergio Tramonti com Apsirt, germà de Medea
- Luigi Barbini com a argonauta
- Gian Paolo Durgar
- Luigi Masironi com Jason als 5 anys
- Michelangelo Masironi com Jason als 13 anys
- Gianni Brandizi com a argonauta
- Franco Jacobbi com a argonauta
- Annamaria Chio com a nodrissa
- Piera Degli Esposti
- Mirella Pamphili
- Graziella Chiarcossi com a minyona de Glauce

## Relació amb l'obra d'Eurípides
La pel·lícula no utilitza el diàleg escrit per Eurípides, però la trama segueix de prop l'estructura de la seva obra. Les parts inicials de la pel·lícula també segueixen els primers anys de la vida de Jason i el seu viatge a la Còlquida on coneix Medea.

## Banda sonora
Per a la partitura, Pasolini va triar música de diverses cultures del món oriental perquè la música prehistòrica no era recreable. Segons el musicòleg Jon Solomon de The Sound of Cinematic Antiquity: "Per als rituals de la Còlquida, ell (Pasolini) va seleccionar el cant tibetà per als ancians, la música persa santur per a l'atmosfera general de la Còlquida i la música coral dels Balcans, caracteritzada per un cor femení duplicat en dues parts a un segona part, per a les dones que promouen el creixement de nous cultius amb la sang de la jove víctima d'esparagmos, el ritual dionisíac grec del desmembrament. Crec que també vaig escoltar música tradicional japonesa durant la projecció".

## Llocs de rodatge
La pel·lícula es va rodar entre maig de 1969 i agost de 1969.
- Ciutadella d'Alep, Alep, Síria com a Corint, Grècia
- Grado, Gorizia, Friül - Venècia Júlia, Itàlia com a residència del rei de Corint
- Museu a l'aire lliure de Göreme, Göreme, província de Nevsehir, Turquia com a temple del velló d'or a Còlquida
- Capadòcia, Turquia com a Còlquida
- Lido Marechiaro, Anzio, Roma, Laci, Itàlia com a Corint, Grècia
- Viterbo, Laci, Itàlia
- Piazza dei Miracoli, Pisa, Toscana, Itàlia
- Cinecittà, Roma, Laci, Itàlia com a interiors diversos[4]